# Amaya
Amaya（アマヤ）は、World Wide Web Consortium (W3C) とINRIAによって開発されたオープンソースのウェブブラウザ。Webオーサリングツールとしての機能も備えている。

## 概要
W3Cが、自身の策定した規格であるXHTML、CSS、SVG、MathML、RDF、XPointerその他のデモンストレーションの実装とし開発しているもので、libwwwのAPIが用いてある。wxWidgetsやOpenGLの技術基盤を利用したクロスプラットホームなアプリケーションであり、Windows、Linux及びmacOS向けのバイナリが提供されている。

最新版では、フランス語、ドイツ語、スペイン語、イタリア語、日本語など16言語に対応している。

## 名称について
なお、このエディタ兼ブラウザである Amaya は、当初「Tamaya」という名称であった。Tamaya という名前は、そのロゴに現れている。この名称を付けるのが最も相応しいと考えられたのであったが、フランスのある企業が既にこれを商標として利用していたので、適当ではないとして断念した。その結果、Tamayaから頭文字のTを省略し、Amayaと名付けられることとなった。